# Áurea Lorenzo Abeijón
Áurea Lorenzo Abeijón (Beneso, Puerto del Son, 1905 - Buenos Aires, 1995) fue una destacada poeta gallega que vivió casi toda su vida en Argentina, representante de las voces de las mujeres de la diáspora gallega.

## Biografía
Nació en el seno de una familia marinera, ya que su padre era patrón de pesca y su madre, redera. Desde chica, ella y sus hermanos tuvieron que trabajar para colaborar con la economía familiar. En el año 1922, luego de estudiar corte en Puerto de Son, y con solo 18 años, tuvo que emigrar a la Argentina.
Viviendo ya en Argentina, comenzó a trabajar en casa del médico Carlos Sánchez Lloveras, con quien luego se casaría. Él la animó a estudiar, y luego a escribir y a dar clases, al mismo tiempo comenzó a escribir poesías. En el año 1943 publicó en Buenos Aires su primer libro llamado Queixas, el cual es considerado una de las primeras voces de la poesía gallega tras la guerra civil española. Este incluía 29 poesías en las que hace continuas referencias al paisaje gallego donde vivió en su infancia; así como las costumbres de antaño. También cuenta con un poema dedicado a Rosalía de Castro, y otros poemas publicados en revistas de la diáspora gallega en Argentina.
Luego de la muerte de su esposo, se casó con su sobrino, Óscar Sánchez Lloveras, con quien en el año 1975 regresó por primera y única vez a Galicia, donde estuvo residiendo un tiempo en Beneso. Luego regresó a la Argentina, donde fundó una escuela en su casa e impartía clases de inglés, español y piano. Siguió trabajando como docente hasta los 89 años.
Falleció en Buenos Aires en el año 1995.

## Homenajes
En las últimas décadas se ha buscado recuperar la memoria de las mujeres gallegas que colaboraron a darle forma a la cultura gallega del siglo xx, entre ellas Áurea Lorenzo Abeijón.
Una calle en Portosín, en La Coruña, lleva su nombre según aprobación del pleno local.

## Publicaciones
- Queixas (1943; en gallego)
- Campanas del cielo (1956; en español)